# Mogno
Mogno er en lille landsby i distriktet Vallemaggia i kantonen Ticino, i Schweiz og har siden 2004 været en del af kommunen Lavizzara. Mogno er mest kendt for dens kirke San Giovanni Battista bygget af marmor og granit. Kirken blev konstrueret af Mario Botta (født 1943). I landsbyen er der også en af de få vandmøller i Ticino.